# Людмил Христов
Людмил Йорданов Христов е български кинооператор и професор по операторско майсторство в Нов български университет (НБУ). Директор е на Радио-телевизионния център на НБУ.

## Биография
Людмил Христов е роден на 5 април 1952 г. в София. Завършва филмово и телевизионно операторско майсторство във ВИТИЗ „Кръстьо Сарафов“ през 1984 г.
Работи в Студията за игрални филми „Бояна“ от 1973 до 1990 г. последователно като осветител, бригадир осветител, ръководител художествено осветление, асистент-оператор, втори филмов оператор, първи филмов оператор (според тогавашните длъжностни характеристики), участвайки в над четиридесет игрални филмови продукции и телевизионни сериали.
Създател и директор е на Международния студентски филмов фестивал „Нова вълна“ в периода 2014 – 2019 г. (шест издания).
Член е на Съюза на българските филмови дейци и Съюза на българските журналисти.
На 13 октомври 2021 г. на церемония в галерия „Униарт“ на НБУ проф. Людмил Христов е удостоен със званието „Почетен професор на Нов български университет“. Академичният съвет присъжда почетната титла на проф. Людмил Христов „за изключителния му принос в обучението по филмово и телевизионно изкуство в България чрез създаването на департамент „Кино, реклама и шоубизнес“ на НБУ, развитието на идеята за Радио-телевизионен център и активната му роля в редица инициативи, свързани с университета“.

## Филмография

### Оператор
- Кучето и влюбените (1986), игрален, реж. Лиляна Пенчева, сц. Борис Крумов и Лиляна Пенчева
- Те, другите (1997), документален, реж. Ани Йотова, сц. Юлияна Методиева
- Засада (1999), игрален, реж. Станислав Дончев, сц. Станислав Дончев и Теодора Стоилова
- Печалбата (2001), игрален, сц. и реж. Магърдич Халваджиян
- Принцът и просякът (2005), игрален, реж. Мариана Евстатиева-Биолчева, сц. Мая Даскалова
- Неочакван обрат (2006), игрален, тв сериал за ТВ 7, 13 серии, сц. и реж. Станислав Дончев
- Людмил и Руслана (2008), 6-сериен телевизионен игрален филм, реж. Мариана Евстатиева-Биолчева, сц. Пенчо Ковачев
- Вишнева градина (2010), игрален,  27 мин., реп. Северна Македония, копродукция – „Молика филм“ – Скопие, „Синемак“ – България, сц. и  реж. Гоце Димовски
- Един каубой в България (2010), документален, 44 мин., сц. Пенчо Ковачев, реж. Мариана Евстатиева-Биолчева
- Адриана (2015), игрален, 18 мин., сц. и реж. Галина Георгиева

### Продуцент
- 16 република. Предателството на БКП (2023), документален, реж. Димитър Коцев – Шошо, сценаристи Христо Христов и Евелина Келбечева (2023)[6][7]

## Изложби
- „Един ден в Америка“. Самостоятелна фотоизложба в НБУ: 15 декември 2015 – 15 януари 2016 г.[8]
- Спомени за филма „Осъдени души“. Самостоятелна фотоизложба галерия УниАрт на НБУ: 2020 г.[9]